# Okręg północnobanacki
Okręg północnobanacki (Banat Północny, serb. Severnobanatski okrug / Севернобанатски округ, węg. Észak Bánsági Körzet, chor. Sjevernobanatski okrug, słow. Severobanátsky okres, ruś. Сивернобанатски окрух, rum. Districtul Banatul de Nord) – okręg w północnej Serbii, w Wojwodinie.
Okręg dzieli się na następujące jednostki:
- miasto Kikinda
- gmina Ada
- gmina Čoka
- gmina Kanjiža
- gmina Novi Kneževac
- gmina Senta

## Demografia
Narodowości
- 78 551 – 47,35% – Węgrzy
- 72 242 – 43,55% – Serbowie
- 3 944 – 2,37% – Romowie
- 3 018 – 1,81% – Jugosłowianie
- pozostali

Języki
- 79 779 – 48,09% – język węgierski
- 79 754 – 48,08% – język serbski
- 3 240 – 1,95% – język rumuński
- pozostali